# دايفيد كينغ
دايفيد كينغ (بالإنجليزية: David King)‏ هو لاعب كرة قدم أمريكية أمريكي، ولد في 24 أغسطس 1981 في أستراليا.